# A Sabbath of Fate
A Sabbath of Fate (宿命のサバト) es una película japonesa, del 22 de junio de 2007, producida por Zen Pictures. Es una película del género tokusatsu, de acción y aventuras, con artes marciales, dirigido por Masayuki Toyama, y protagonizada por Ayaka Tsuji, Sakurako Ogawa, Arisa Kamishima y Moe Karasawa, Megumi Komatsu. La película posee una segunda parte (A Sabbath of Fate -Waltz-).
El idioma es en japonés, pero también está disponible con subtítulos en inglés, en DVD o descargable por internet.

## Argumento
Una piedra prehistórica posee poderes especiales. Cuando la piedra se mantiene brillante, su poder causa numerosas guerras, y atrapa las almas de los guerreros que han caído en la batalla. Ahora otra guerra está a punto de empezar entre los "Parásitos", que no son considerados como humanos, y los "Soul Crusade", un clan secreto de lucha contra la expansión de los "Parásitos". Esra será la guerra que cambiará la vida de sus protagonistas. Unas estudiantes de secundaria, que lucharán con el clan.